# Pomnik żołnierzy 42 PP w Białymstoku
Pomnik żołnierzy 42 Pułku Piechoty – pomnik znajdujący się w Białymstoku w parku Konstytucji 3 Maja, upamiętniający fakt odzyskania przez Polskę niepodległości oraz żołnierzy 42 pułku piechoty.

## Historia pomnika

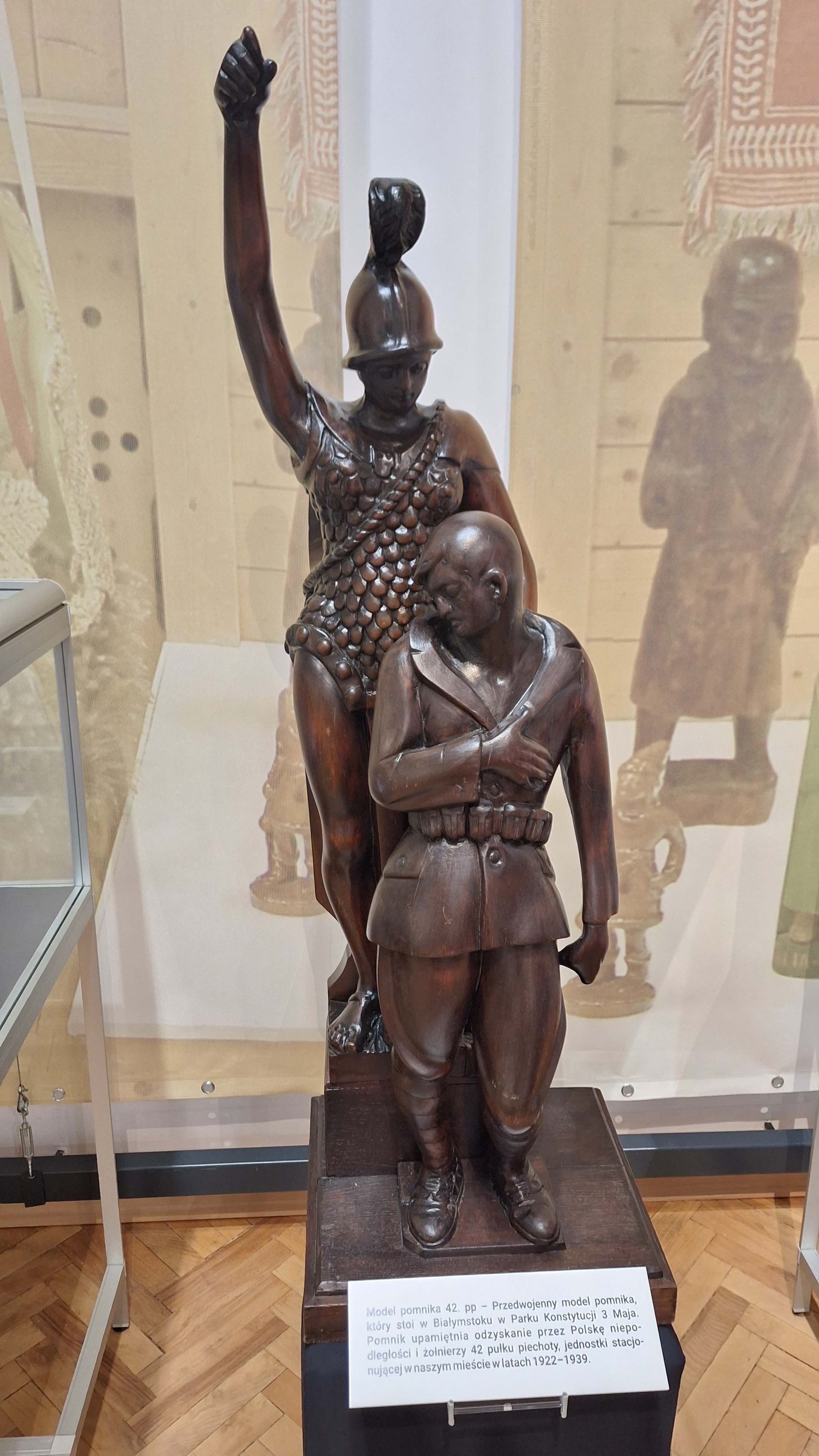
Muzeum Wojska w Białymstoku - model pomnika

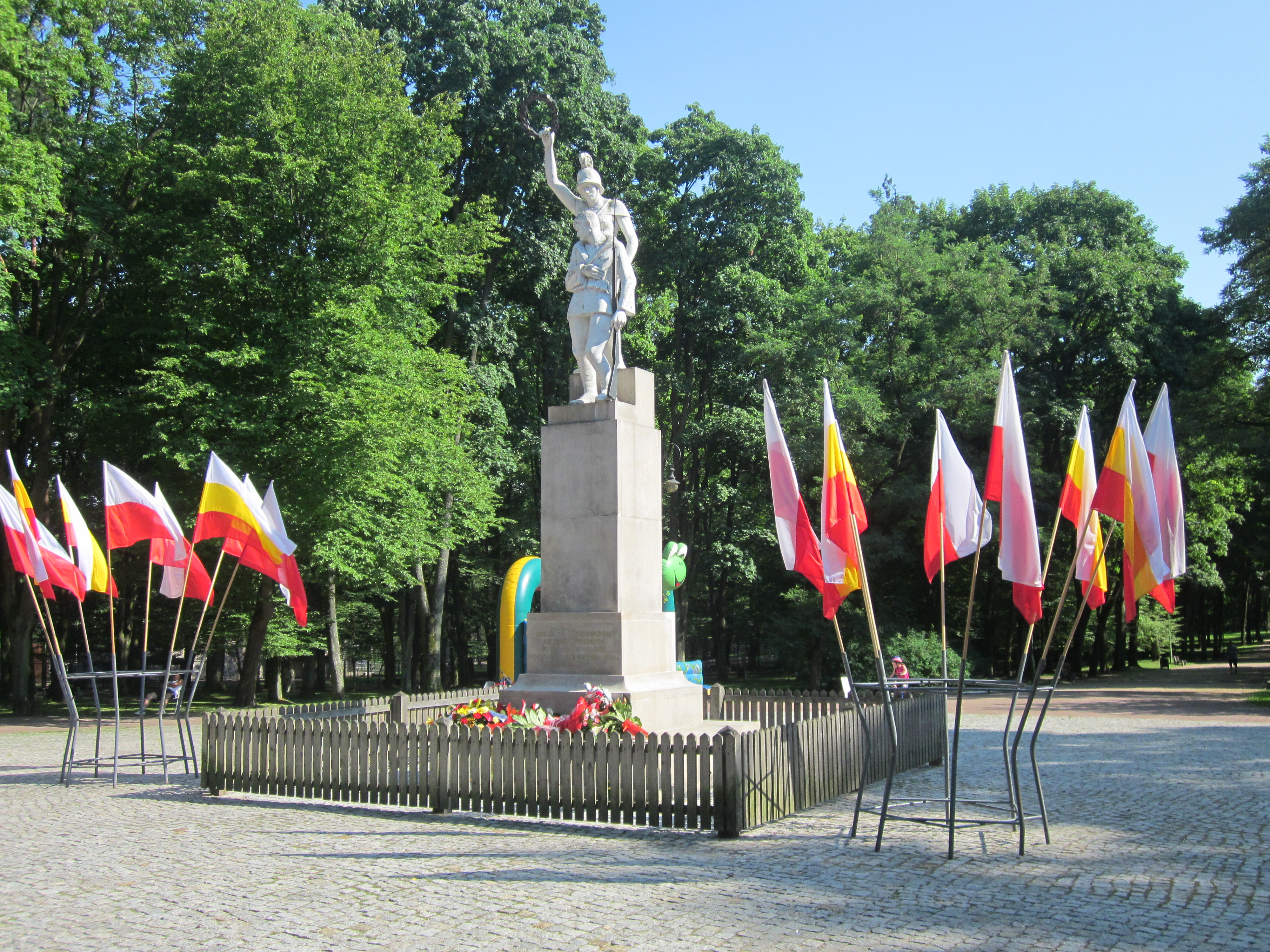
Pomnik w 2012 roku

Środkową część parku Zwierzynieckiego zajmuje szeroka aleja spacerowa, stanowiąca główną oś widokową, przechodzącą przez dwa ronda i zakończona trzecim, mniejszym. Na rondzie pierwszym w roku 1930 odsłonięto pomnik upamiętniający żołnierzy 42 pułku piechoty.
Alegoryczna rzeźba przedstawiała rzymską boginię wojny – Bellonę, podtrzymującą rannego żołnierza.

Autor pomnika, rzeźbiarz i legionista Jakub Juszczyk, nazwał swoje dzieło Jeszcze Polska nie zginęła. Pomnik został zniszczony wiosną 1940 r. z rozkazu NKWD przez żołnierzy Armii Czerwonej. Obecnie, zrekonstruowany przez rzeźbiarzy Krzysztofa Gąsowskiego i Krzysztofa Jakubowskiego, ponownie stanął na pierwotnym miejscu, odsłonięty uroczyście w dniu 3 maja 1997 r. Białostocki Park Stary oraz Planty wraz z kompleksem ogrodu Branickich i rozległe tereny Zwierzyńca, stanowią dzisiaj obszerny kompleks terenów zielonych usytuowanych w centrum miasta – rzadko dziś spotykany w zabudowie wielkomiejskiej. 
W niedzielę, 13 lipca 2008 r. w Białymstoku odbyły się uroczystości poświęcone obchodom 90 rocznicy powstania 42 Pułku Piechoty. Główne uroczystości rozpoczęły się Mszą św. w intencji 42 Pułku Piechoty i Ich Rodzin w kościele pw. Najświętszego Serca Jezusowego w Białymstoku przy ul. Traugutta. Następnie odbyła się modlitwa za poległych i złożenie kwiatów przy tablicy pamiątkowej 42 Pułku Piechoty, wystąpił też chór z patriotycznym repertuarem. Po zakończeniu występu w Parku Zwierzynieckim odbył się apel poległych i złożenie kwiatów pod zrekonstruowanym pomnikiem, z udziałem kompanii reprezentacyjnej 18 Batalionu Obrony Terytorialnej w Białymstoku oraz pocztów sztandarowych.

## Historia 42 Pułku Pichoty
Powstały w grudniu 1918 roku w Santa Maria Capua Vetterae we Włoszech jako 3 Pułk Strzelców im. ks Józefa Poniatowskiego. W kilka miesięcy potem pułk został przeniesiony do Francji i włączony w skład Armii Błękitnej generała Józefa Hallera. W maju 1919 roku przeniesiony został do Polski. A od 27 października uczestniczył w wyzwalaniu ziem pomorskich od Niemców. W dniu 29 stycznia 1920 jednostka została przemianowana na 42 Pułk Piechoty, który nawiązywał do nr pułku ks Moritza von Anhalt-Dessau (5 Pomorskiego). Reprezentacja Pułku wzięła udział w zaślubinach z Morzem Bałtyckim w dniu 9 lutego 1920 roku. Chrzest bojowy żołnierze przeszli 19 marca na Podolu, a następnie w składzie 18 Dywizji Piechoty brali udział w wyprawie kijowskiej.
W dniach 15–16 sierpnia 1920 r. Pułk brał udział w zaciętych walkach pod Mławą, a wcześniej gromił sowieckie wojska nad rzeką Wkrą. Oczekiwane wyzwolenie Białegostoku nastąpiło 22 sierpnia 1920 roku.

Szlak wojenny zakończył się nad rzeką Słucz w rejonie Kowla. Po zakończeniu działań wojennych 42 PP został umieszczony w tymczasowej siedzibie w twierdzy Osowiec, a w roku 1922 na stałe miejsce postoju wyznaczono Białystok. W mieście nad rzeką Białą żołnierze zostali przyjęci niezwykle serdecznie przez ówczesne władze miejskie, wojewódzkie i mieszkańców miasta czego dowodem był ufundowany w roku 1930 pomnik, na którego cokole umieszczono napis „Oficerom i żołnierzom 42 Pułku Piechoty poległym w wojnie polsko-bolszewickiej 1920 r.”. W ten sposób oddano hołd poległym oficerom i żołnierzom w wojnie z bolszewikami w roku 1920 jak i w wojnie z Ukraińcami w 1919. W latach Polski Ludowej mówienie o 42 Pułku Piechoty było zakazane. Przypomniano o jego dziejach po roku 1989.